# Jardí de les Plantes

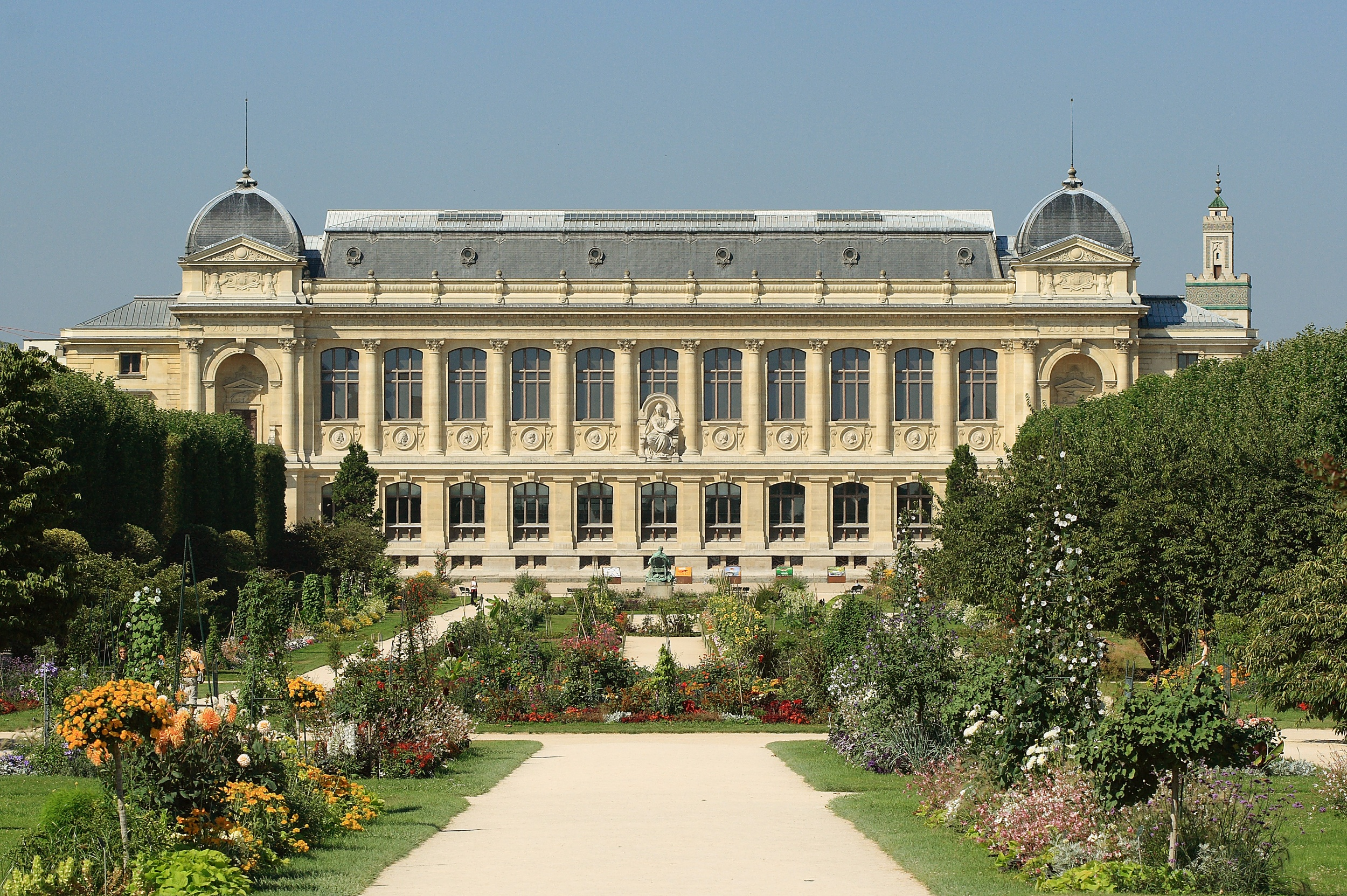
La Gran Galeria de l'Evolució.

El Jardí de les Plantes (en francès, Jardin des plantes) és un jardí botànic obert al públic, situat al 5è districte de París, entre la Mesquita de París, el campus universitari de Jussieu i el Sena. Actualment ocupa una superfície de 23,5 hectàrees i des del 1635 és la seu oficial del Museu Nacional d'Història Natural de França (Muséum national d'histoire naturelle).
Des del 1635 fins al 1793 el jardí era anomenat oficialment «Jardí Reial de les Plantes Medicinals», però el 1793, amb la Revolució Francesa, el Jardí Reial, en tant que institució de recerca i de conservació de col·leccions, esdevingué l'actual Museu Nacional d'Història Natural de França. Pel que fa al jardí mateix, el lloc físic, el terme abreujat de «Jardí de les Plantes» (Jardin des plantes) ja s'emprava no oficialment abans de la Revolució.
En l'actualitat, per metro, s'accedeix al Jardí de les Plantes per les línies 5 i 10 des de l'estació Gare d'Austerlitz.

## Galeries

Jardin des plantes de Paris

Les galeries del Jardí de les Plantes són quatre grans edicis que el Museu d'Història Natural utilitza com a museus visitables pel públic. Cadascuna de les galeries està dedicada a una part concreta, o a parts concretes, de la història natural:
- La Galeria de Mineralogia i de Geologia (galerie de Minéralogie et de Géologie, inaugurada el 1837 i oberta al públic el 1840)
- La Gran Galeria de l'Evolució (grande galerie de l'Évolution, inaugurada el 1889 en tant que la galerie de Zoologie -«Galeria de Zoologia»- però restaurada i rebatejada amb el seul nom actual el 1994)
- La Galeria de Paleontologia i d'Anatomia Comparada (inaugurada el 1898)
- La Galeria de Botànica (inaugurada el 1935)

## Hivernacles
Dels cinc hivernacles que hi ha al Jardí, quatre són visitables pel públic mitjançant el pagament d'una entrada que no només dona accés als quatre hivernacles visitables sino també a la Galeria de Botànica. Tot i que en el passat dos dels hivernacles havien tingut un bastiment de fusta (els «hivernacles corbs» i els «hivernacles colonials»), actualment els cinc són hivernacles de bastiment metàl·lic.
Els cinc estàn alineats l'un darrere l'altre en un dels costats de la perspectiva principal del Jardí i són els següents:
- L'hivernacle de les jungles tropicals humides (designat fins al 2010 com el «jardí d'hivern»)
- Adossat tot en llarg de l'hivernacle anteriorment esmentat l'hivernacle dels deserts i medis àrids (designat fins al 2010 com els «hivernacles colonials»)
- L'hivernacle de les plantes de Nova Caledònia (designat fins al 2010 com l'«hivernacle mexicà»)
- L'hivernacle d'història de les plantes (designat fins al 2010 como l'«hivernacle australià»)
- Els hivernacles corbs (destinats al manteniment de las plantes del Jardí, aquests hivernacles estàn tancats al públic, només estàn oberts pel personal botànic del Museu Nacional d'Història Natural de França)

## Jardins especialitzats

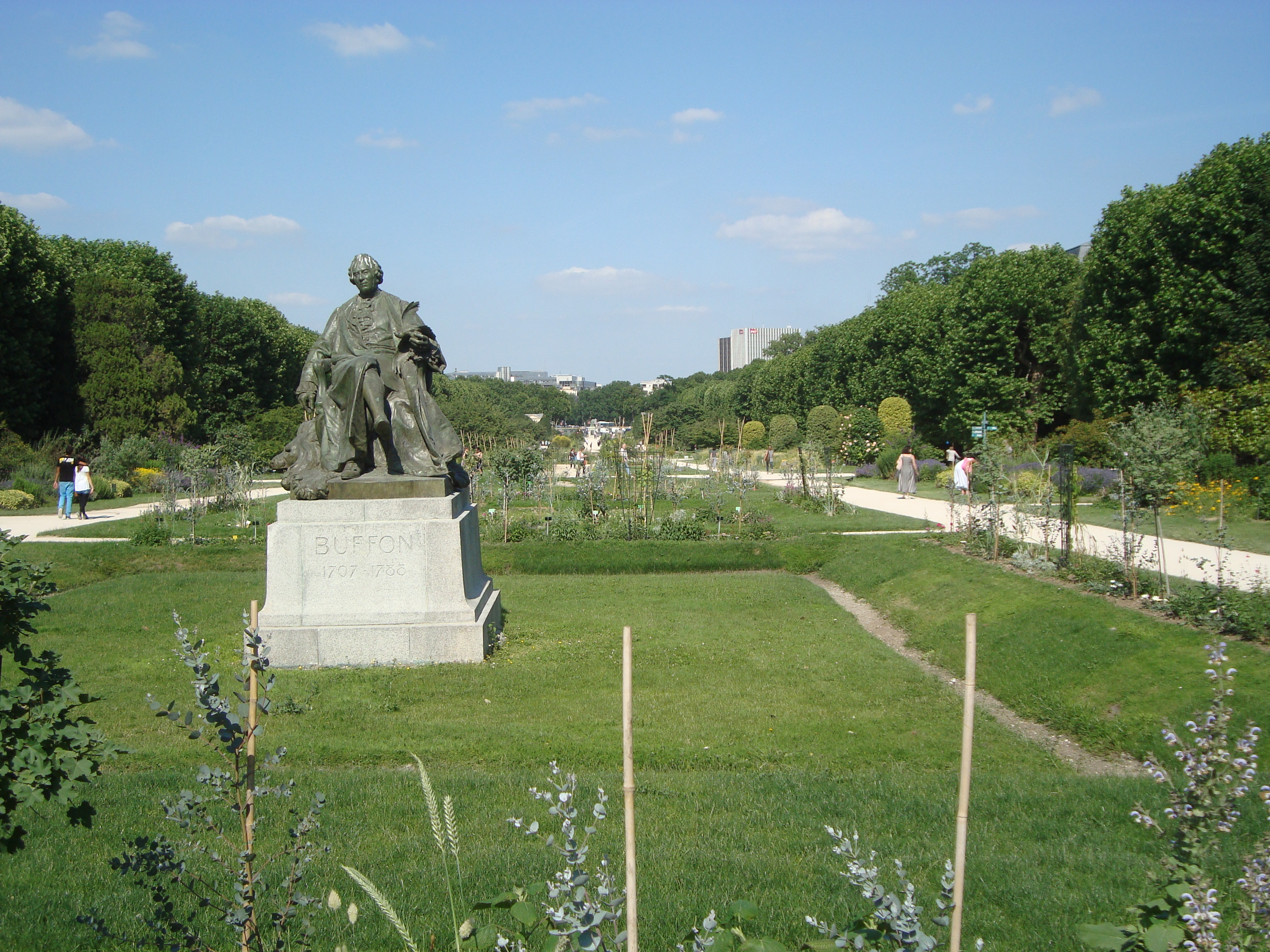
Perspectiva del Jardí de les Plantes

Hi ha una rosaleda (la roseraie) amb 170 varietats europees de rosers. Està adornada amb dues estàtues: L'Amour prisonnier de Félix Sanzel i Venus genitrix de Charles Dupaty. Reagrupant 4.500 varietats d'arbusts i plantes, el jardí anomenat l'école de botanique («l'escola de botànica») va ser creat pel botànic del segle xviii André Thouin i presenta de manera racional (seguint les classificacions botàniques de cada època) les espècies susceptibles de viure a l'aire lliure a Europa. També compta amb arbres històrics.
El jardí alpí (jardin alpin) va ser creat l'any 1931 per tal d'estudiar les plantes arbustives i herbàcies de les muntanyes de tot el món. Hi ha més de 2.000 d'aquestes plantes. Compta amb un exemplar de pistatxer mascle (aquesta espècie és dioica) a partir de la qual el botànic Sébastien Vaillant posà en evidència la sexualitat de les plantes al segle xviii (una època en què aquest espai encara no es deia jardí alpí).

## LaMénagerie

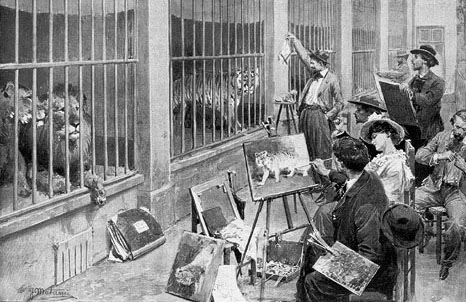
Pintures animalísitiques al Jardí de les Plantes (1902).

La Ménagerie del Jardí de les Plantes és el segon parc zoològic en activitat més antic del món. El zoo més antic del món encara en activitat és el Zoològic de Viena, fundat el 1752, i la Ménagerie del Jardí de les Plantes es va crear oficialment el 1793, encara que no va obrir les portes al públic fins al desembre del 1794. Durant el setge de París de 1870 els parisencs, assetjats pels prussians, es menjaren pràcticament tots els animals d'aquest parc.

## Història
Creat el 1635, el Jardí Reial de les Plantes Medicinals és el mateix jardí que l'actual Jardí de les Plantes de París. Aquest segon nom el rebrà definitivament arran de la Revolució Francesa de 1789.
- Tradicionalment el Jardí de les Plantes obre des de la sortida a la posta del sol i, per tant, l'horari varia al llarg de l'any.
- La Revolució Francesa comportà grans canvis en l'organització del jardí. Entre altres aspectes, va ser considerat Museu d'Història natural.

## Galeria d'imatges

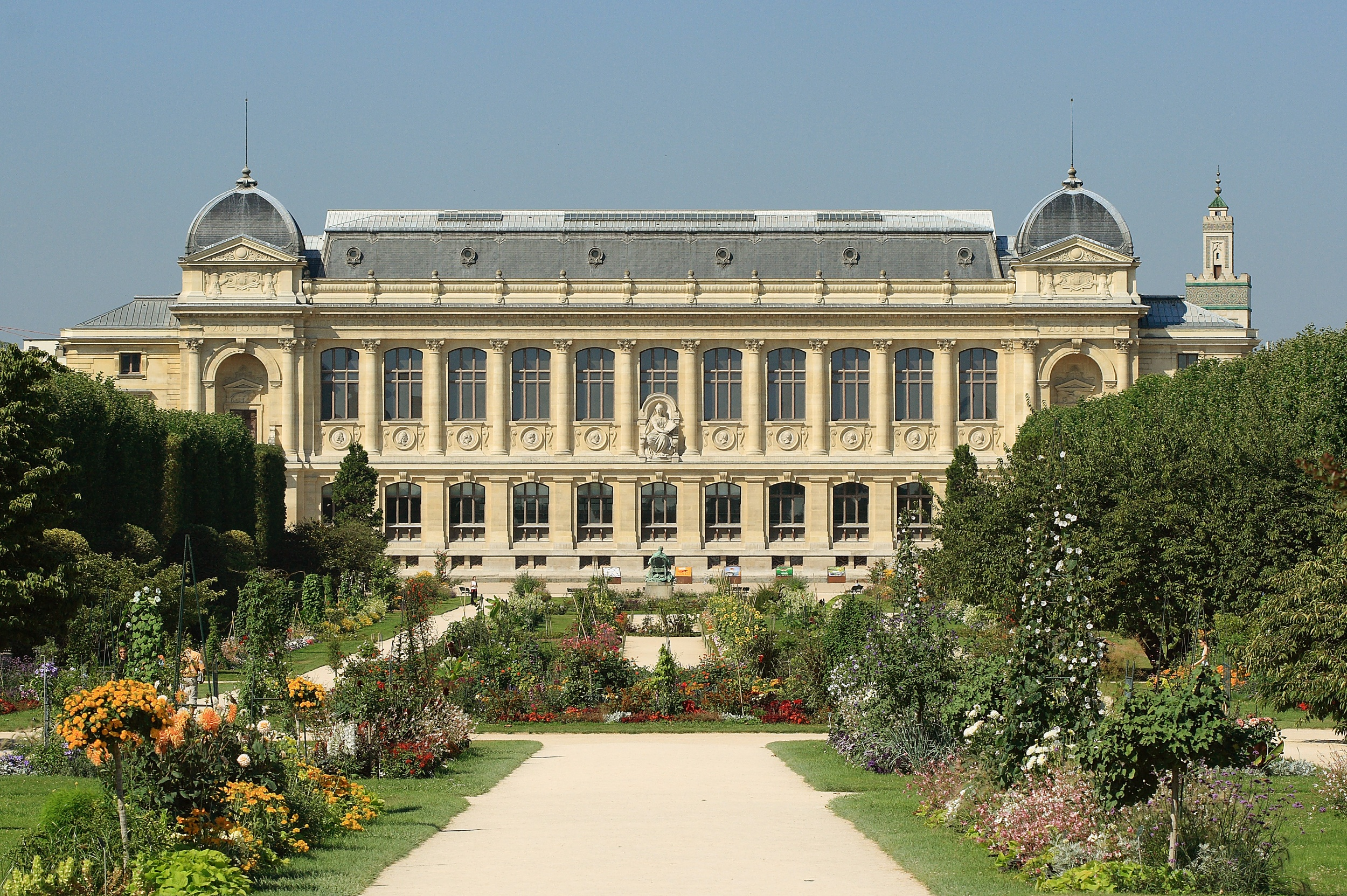
Gran Galeria de l'Evolució
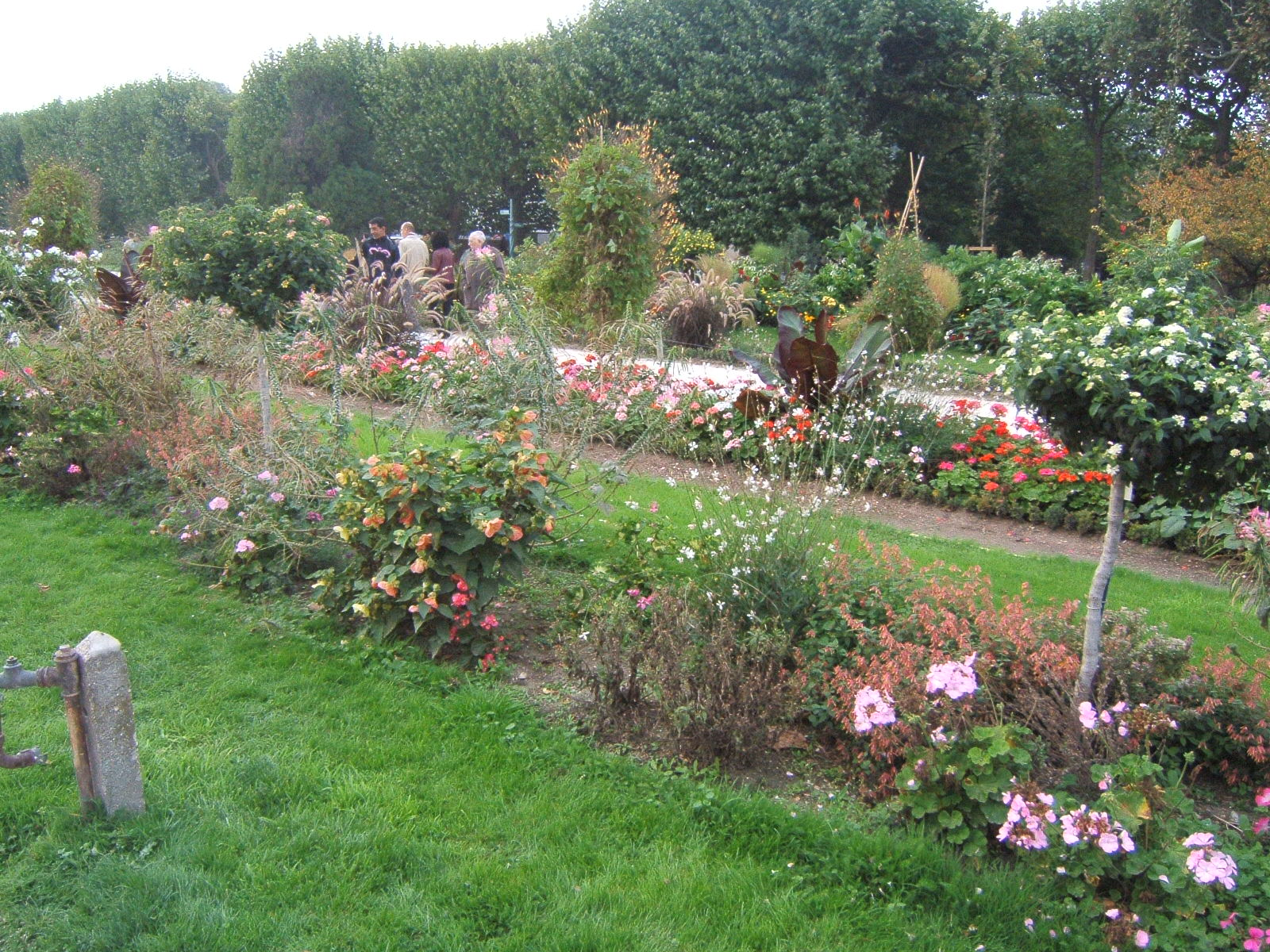
El Jardí de les Plantes a la tardor
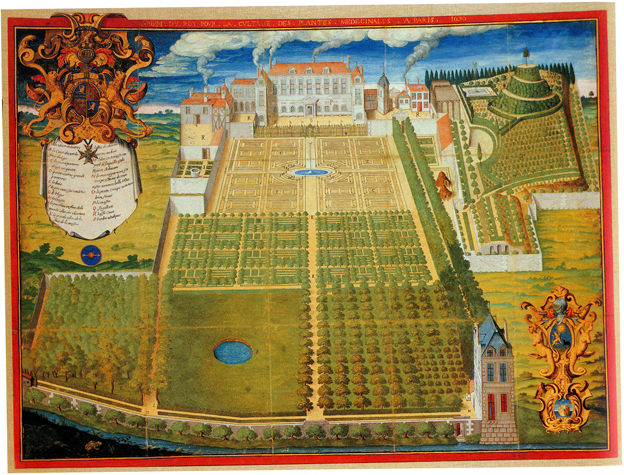
Representació del Jardí Reial de les Plantes Medicinals el 1636, un any després d'ésser fundat
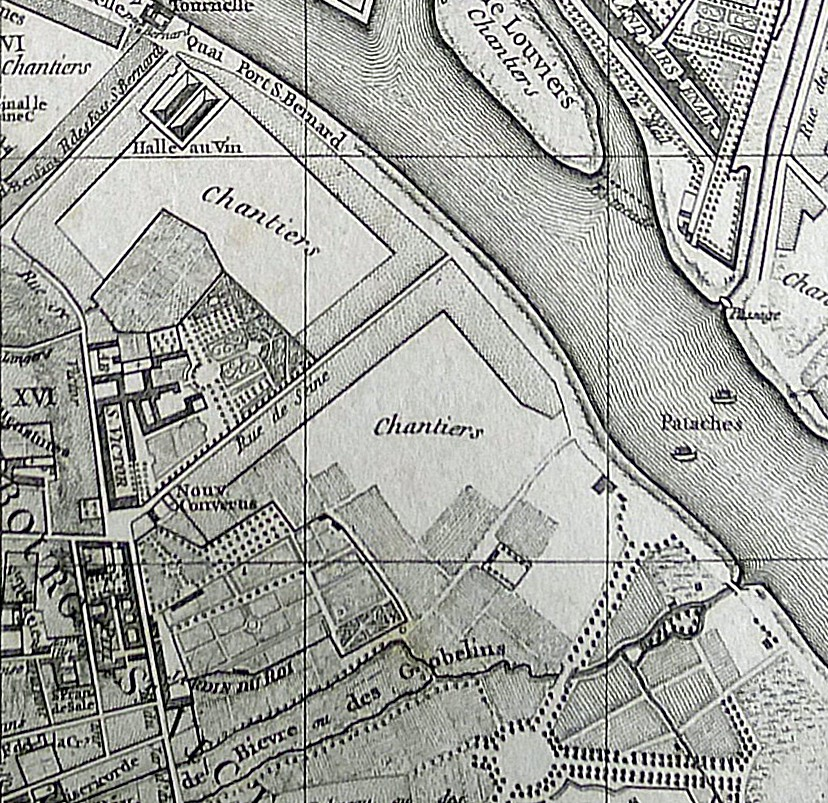
Jardí Reial - Pla de Vaugondy, 1760
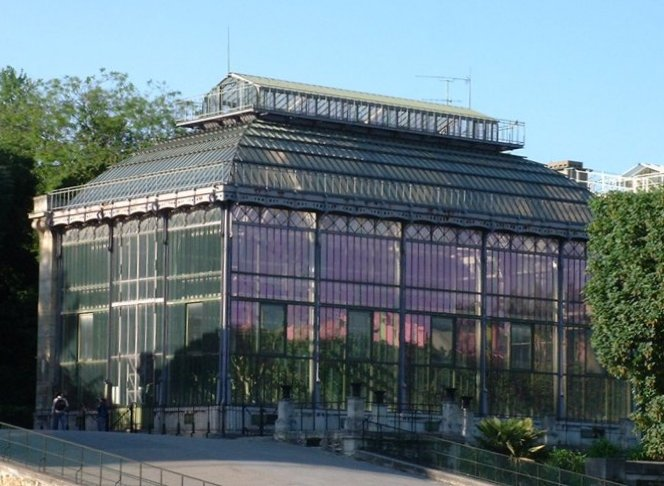
Hivernacle de les plantes de Nova Caledònia